# Systematyka powojowatych według Takhtajana
Gromada: okrytonasienne (Magnoliophyta)
Klasa: Magnoliopsida
Podklasa: jasnotowe (Lamiidae)
Nadrząd: Solananae
Rząd: powojowce (Convolvulales)
Rodzina: powojowate (Convolvulaceae)
1. Plemię: Aniseieae
Rodzaj: Aniseia Choisy
Rodzaj: Iseia O'Donell
Rodzaj: Odonellia K.R. Robertson
Rodzaj: Tetralocularia O'Donell
2. Plemię: Cardiochlamyeae
Rodzaj: Cardiochlamys Oliv.
Rodzaj: Cordisepalum Verdc.
Rodzaj: Dinetus Buch.-Ham.ex Sweet
Rodzaj: Poranopsis Roberty
Rodzaj: Tridynamia Gagnep.
3. Plemię: Convolvuleae
Rodzaj: Calystegia R. Br. - kielisznik
Rodzaj: Convolvulus L. - powój
Rodzaj: Polymeria R. Br.
4. Plemię: Cresseae
Rodzaj: Bonamia Thouars
Rodzaj: Cladostigma Radlk.
Rodzaj: Cressa L.
Rodzaj: Evolvulus L.
Rodzaj: Hildebrandtia Vatke
Rodzaj: Itzaea Standl. & Steyerm.
Rodzaj: Neuropeltis Wall.
Rodzaj: Neuropeltopsis Ooststr.
Rodzaj: Sabaudiella Chiov.
Rodzaj: Seddera Hochst.
Rodzaj: Stylisma Raf.
Rodzaj: Wilsonia R. Br.
5. Plemię: Dichondreae
Rodzaj: Calycobolus Willd. ex Schult.
Rodzaj: Dichondra J.R. Forst. & G. Forst.
Rodzaj: Dipteropeltis Hallier f.
Rodzaj: Falkia Thunb.
Rodzaj: Metaporana N.E. Br.
Rodzaj: Nephrophyllum A. Rich.
Rodzaj: Porana Burm. f.
Rodzaj: Rapona Baill.
6. Plemię: Erycibeae
Rodzaj: Erycibe Roxb.
7. Plemię: Humbertieae
Rodzaj: Humbertia Comm. ex Lam.
8. Plemię: Ipomoeeae
Rodzaj: Argyreia Lour.
Rodzaj: Astripomoea A. Meeuse
Rodzaj: Blinkworthia Choisy
Rodzaj: Ipomoea L. - wilec
Rodzaj: Lepistemon Blume
Rodzaj: Lepistemonopsis Dammer
Rodzaj: Paralepistemon Lejoly & Lisowski
Rodzaj: Rivea Choisy
Rodzaj: Stictocardia Hallier f.
Rodzaj: Turbina (roślina) Raf.
9. Plemię: Jacquemontieae
Rodzaj: Jacquemontia Choisy
10. Plemię: Maripeae
Rodzaj: Dicranostyles Benth.
Rodzaj: Lysiostyles Benth.
Rodzaj: Maripa Aubl.
11. Plemię: Merremieae
Rodzaj: Decalobanthus Ooststr.
Rodzaj: Hewittia Wight & Arn.
Rodzaj: Hyalocystis Hallier f.
Rodzaj: Merremia Dennst. ex Endl.
Rodzaj: Operculina Silva Manso
Rodzaj: Xenostegia D.F. Austin & Staples